# 史申義
史申義（1661年—1712年），原名史伸，字叔時，江南江都（今屬江蘇省揚州市）人。清朝官員、詩人。

## 生平
史申義於康熙二十七年（1688年）考中戊辰科二甲進士，選庶吉士，散館授翰林院编修。曾充雲南鄉試考官，改御史，禮科給事中。後乞病歸。

## 詩名
申義少工詩，與同鄉顧圖河齊名，被称為“維揚二妙”。學詩於王士禎，士禎曾說，申義及汤右曾足以繼承其衣缽，故人称“王門二弟子”。任翰林时，康熙帝詢問大學士陳廷敬當今後進詩人，廷敬即推舉申义和周起渭，故兩人并稱“翰苑两詩人”。
著有《蕪城集》、《過江集》。

## 延伸阅读
[在维基数据编辑]
 《清史稿/卷484》，出自趙爾巽《清史稿》